# Rhinella ceratophrys
Rhinella ceratophrys é uma espécie de anfíbio da família Bufonidae. Pode ser encontrada no Brasil, Peru, Equador, Colômbia e Venezuela.